# Intuit Dome
L'Intuit Dome è un'arena al coperto situata a Inglewood, in California. L'arena si trova a sud degli altri principali impianti sportivi di Inglewood, il SoFi Stadium e il Kia Forum. 
La struttura ospita i Los Angeles Clippers della National Basketball Association (NBA). In precedenza i Clippers giocavano alla Crypto.com Arena, una struttura che la squadra condivideva con i Los Angeles Lakers della NBA e i Los Angeles Kings della National Hockey League (NHL), dalla stagione 1999-2000 fino al 2023-24.
La cerimonia d'inizio dei lavori dell'arena si è tenuta il 17 settembre 2021. Essa è stata poi inaugurata il 15 agosto 2024, in vista della stagione NBA 2024-25. L'arena servirà come impianto per la pallacanestro durante le Olimpiadi estive del 2028.

## Storia
Nel 2017, la città di Inglewood ha firmato un accordo di negoziazione esclusiva con i Los Angeles Clippers per la costruzione di una nuova arena specifica per la squadra di pallacanestro, che sarebbe stata situata di fronte all'allora in costruzione SoFi Stadium. I Clippers non avevano un'arena propria da quando, nel 1999, avevano lasciato la Los Angeles Memorial Sports Arena per lo Staples Center (ora Crypto.com Arena), che condividevano con i Los Angeles Lakers e i Los Angeles Kings della NHL.
Il precedente accordo con la Crypto.com Arena (ex Staples Center) prevedeva un campo da gioco diverso per i Clippers e richiedeva un processo di “neutralizzazione” prima e dopo ogni partita per coprire e poi ripristinare i trofei, gli striscioni e le sponsorizzazioni dei Lakers, oltre a impostare il proprio schema di illuminazione del campo. Nei fine settimana a calendario serrato, che comprendevano oltre ai Lakers anche partite dei Kings e concerti musicali, il processo veniva spesso completato nel giro di tre o quattro ore, compresa la pulizia dei posti a sedere dell'evento precedente. Il proprietario dei Clippers, Steve Ballmer, considerava la costruzione di un'arena dedicata alla squadra come una priorità assoluta.

### Cause legali
Sono state intentate diverse cause per impedire la costruzione dell'arena. Uplift Inglewood ha presentato un'azione legale sostenendo che l'accordo tra i Clippers e Inglewood violava il Surplus Land Act dello Stato, che richiede che le proposte di alloggi a prezzi accessibili, progetti ricreativi e scolastici siano privilegiati quando una città intende vendere il proprio terreno pubblico. Il sindaco James T. Butts Jr. ha sostenuto che il sito proposto era già stato ritenuto inadatto per uso residenziale a causa della sua vicinanza all'aeroporto internazionale di Los Angeles.
La Madison Square Garden Company (MSG), proprietaria del Kia Forum, un'arena vicina a Inglewood che in passato è stata la sede dei Lakers, è stata imputata di aver fatto ricorso a cause legali per bloccare la costruzione della nuova arena, temendo che avrebbe fatto indebita concorrenza all'attività di eventi dal vivo del Forum. MSG ha pagato le spese legali di Inglewood Residents Against Takings and Evictions (IRATE), un altro gruppo che ha intentato cause contro l'arena. Nel dicembre 2018, i Clippers (attraverso la sua sussidiaria Murphy's Bowl, LLC) hanno presentato una contro-causa contro MSG per la questione.
Nel marzo 2019, alcune e-mail trapelate hanno rivelato che Irving Azoff di MSG ha tentato di attirare i Los Angeles Lakers verso il Forum dopo la scadenza del contratto di affitto dello Staples Center. Nonostante la proposta non sia stata accolta, la proposta di Azoff di riqualificare il Forum è stata vista come un modo per impedire ai Los Angeles Clippers di costruire una propria arena a Inglewood e per garantire alla Madison Square Garden Company un vantaggio sleale rispetto alla rivale AEG, proprietaria di minoranza dei Lakers. Nel novembre 2019, un giudice si è pronunciato contro la causa intentata da Uplift Inglewood. Nel dicembre 2019, il California Air Resources Board (CARB) ha approvato la nuova arena, dopo averne valutato l'impatto ambientale.

### Costruzione e inaugurazione

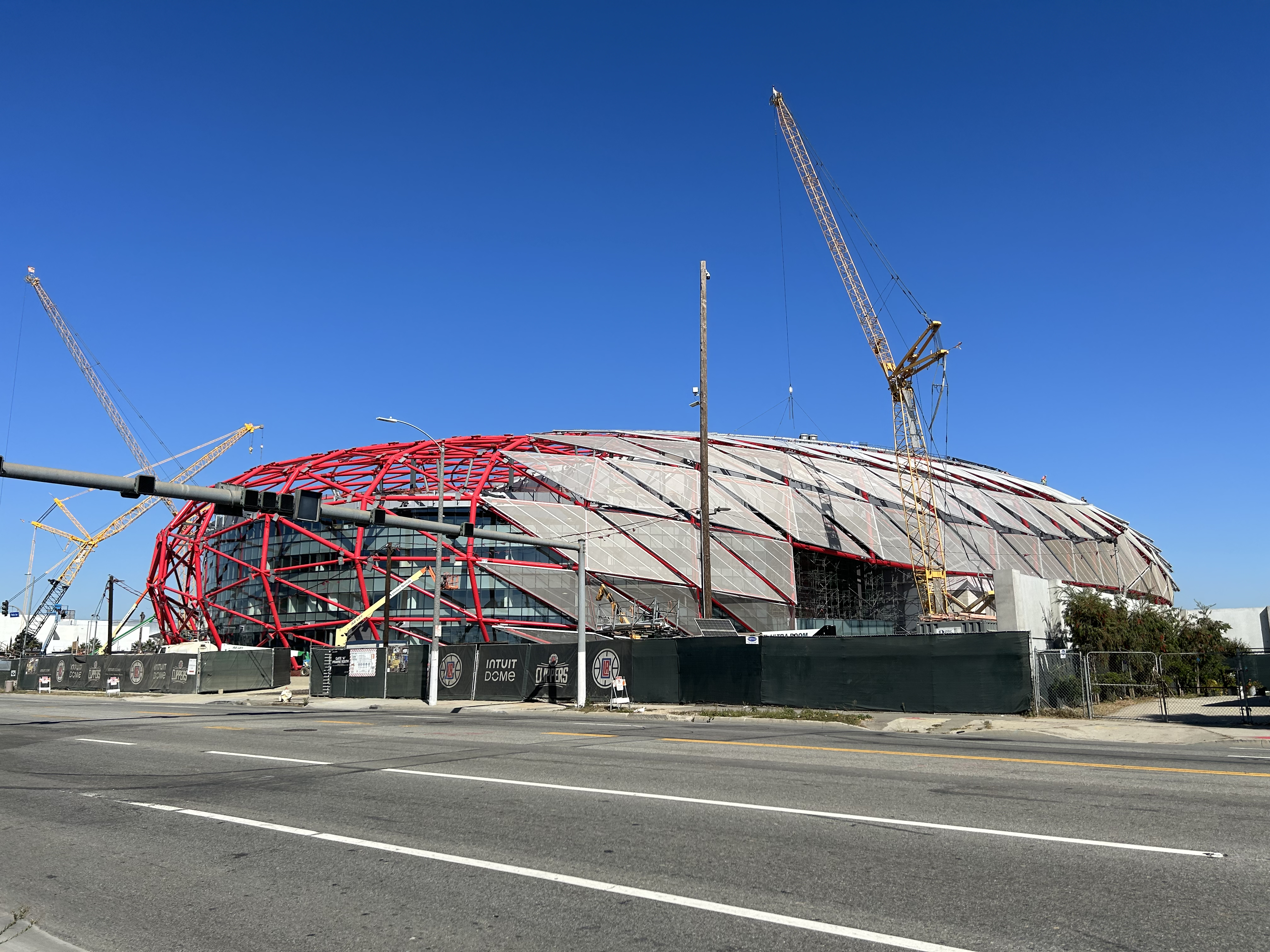
L'Intuit Dome in costruzione nell'ottobre 2023.

Nel marzo 2020, per risolvere il contenzioso con MSG, Ballmer ha annunciato che avrebbe acquisito il Forum per 400 milioni di dollari in un accordo interamente in contanti. La vendita è stata completata a maggio, con il mantenimento di tutti i dipendenti esistenti sotto la nuova proprietà.
La cerimonia di inizio lavori si è tenuta il 17 settembre 2021. Ballmer ha descritto l'obiettivo di rendere la nuova arena un “palazzo del basket”. È stato annunciato un accordo per i diritti di denominazione della durata di 23 anni, per un valore di almeno 500 milioni di dollari, con la società di software finanziario Intuit, con sede a Mountain View, in California, che ha dato all'arena il nome di Intuit Dome. Il 5 aprile 2024 è stato annunciato che Bruno Mars avrebbe inaugurato l'Intuit Dome con due spettacoli consecutivi il 15 e il 16 agosto 2024. I Clippers hanno giocato la loro prima partita di precampionato nell'arena il 14 ottobre, vincendo 110-96 contro i Dallas Mavericks. Il 23 ottobre, disputano la prima partita di stagione regolare al palazzetto, contro i Phoenix Suns, perdendo 116-113 ai tempi supplementari davanti a 18.300 tifosi. I Clippers otterranno la loro prima vittoria in stagione regolare all'interno dell'arena il 4 novembre 2024, quando sconfiggeranno i San Antonio Spurs per 113-104.

## Descrizione

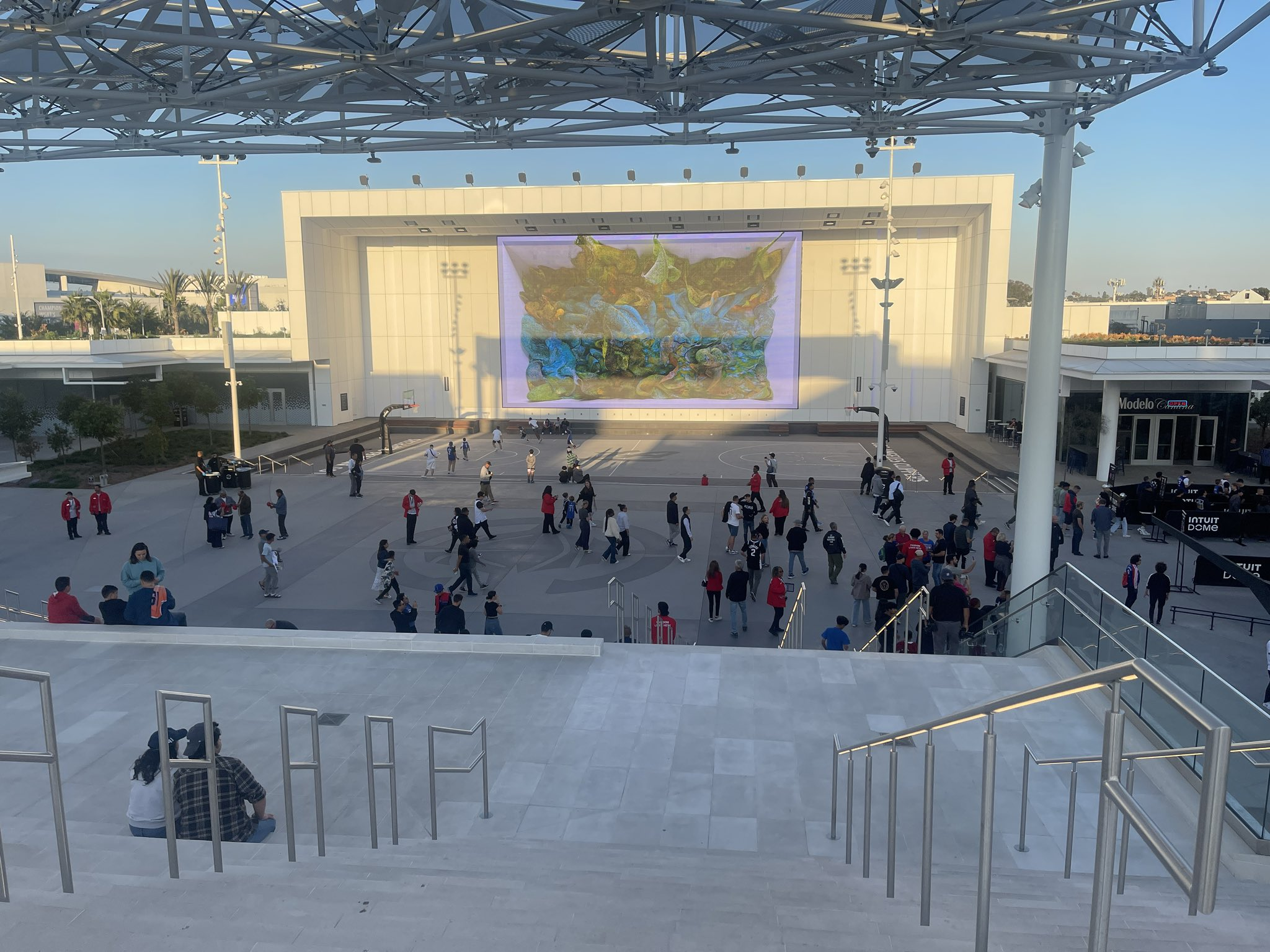
Un campo da pallacanestro accessibile al pubblico all'Intuit Dome.

Il 25 luglio 2019, i Clippers hanno pubblicato i rendering dell'arena proposta. L'arena da 18.000 posti è stata progettata da AECOM. Include una struttura per gli allenamenti, una clinica di medicina sportiva, uffici della squadra, spazi commerciali e una grande piazza all'aperto con campi da basket aperti al pubblico.

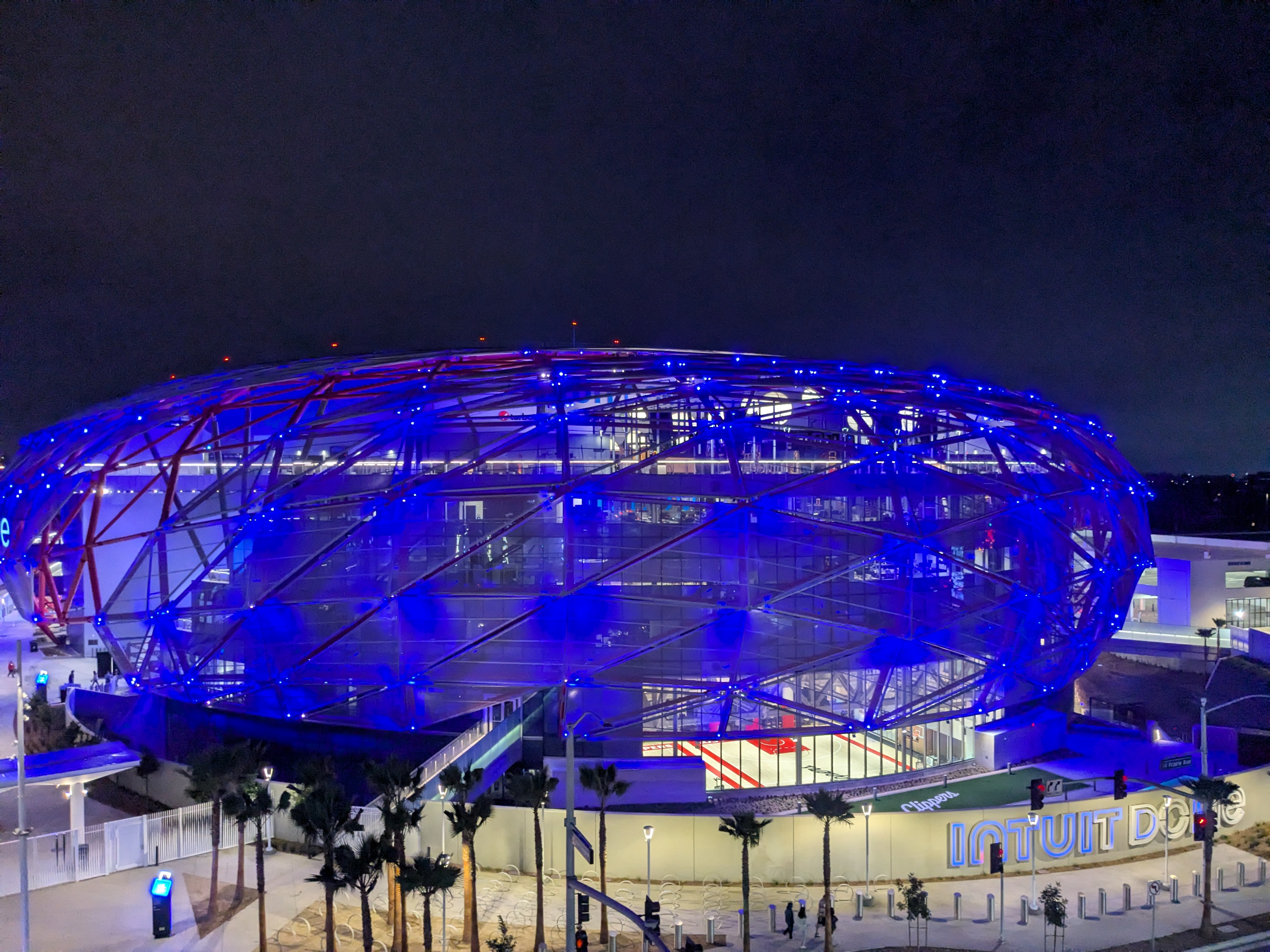
Vista dell'esterno orientale dell'Intuit Dome, con l'ufficio della squadra dei Clippers e la struttura per gli allenamenti.

La struttura per gli allenamenti è di 7.900 m², gli uffici della squadra di 5.100 m² e la clinica di medicina sportiva di 2.300 m². Altri 40.000 piedi quadrati (3.700 m²) sono destinati alla vendita al dettaglio e 260.000 piedi quadrati (24.000 m²) alla piazza esterna.
I Clippers hanno anche lanciato un progetto che prevede l'esposizione di maglie da basket delle scuole superiori di tutto lo stato della California sulle travi dell'arena.
L'arena dispone di una sezione di posti a sedere nota come “The Wall”, 51 file consecutive senza suite posizionate sulla linea di fondo adiacenti alla panchina degli ospiti e riservate esclusivamente ai tifosi dei Clippers. La sezione è simile al “Muro Giallo” del Westfalenstadion del Borussia Dortmund a Dortmund, in Germania.

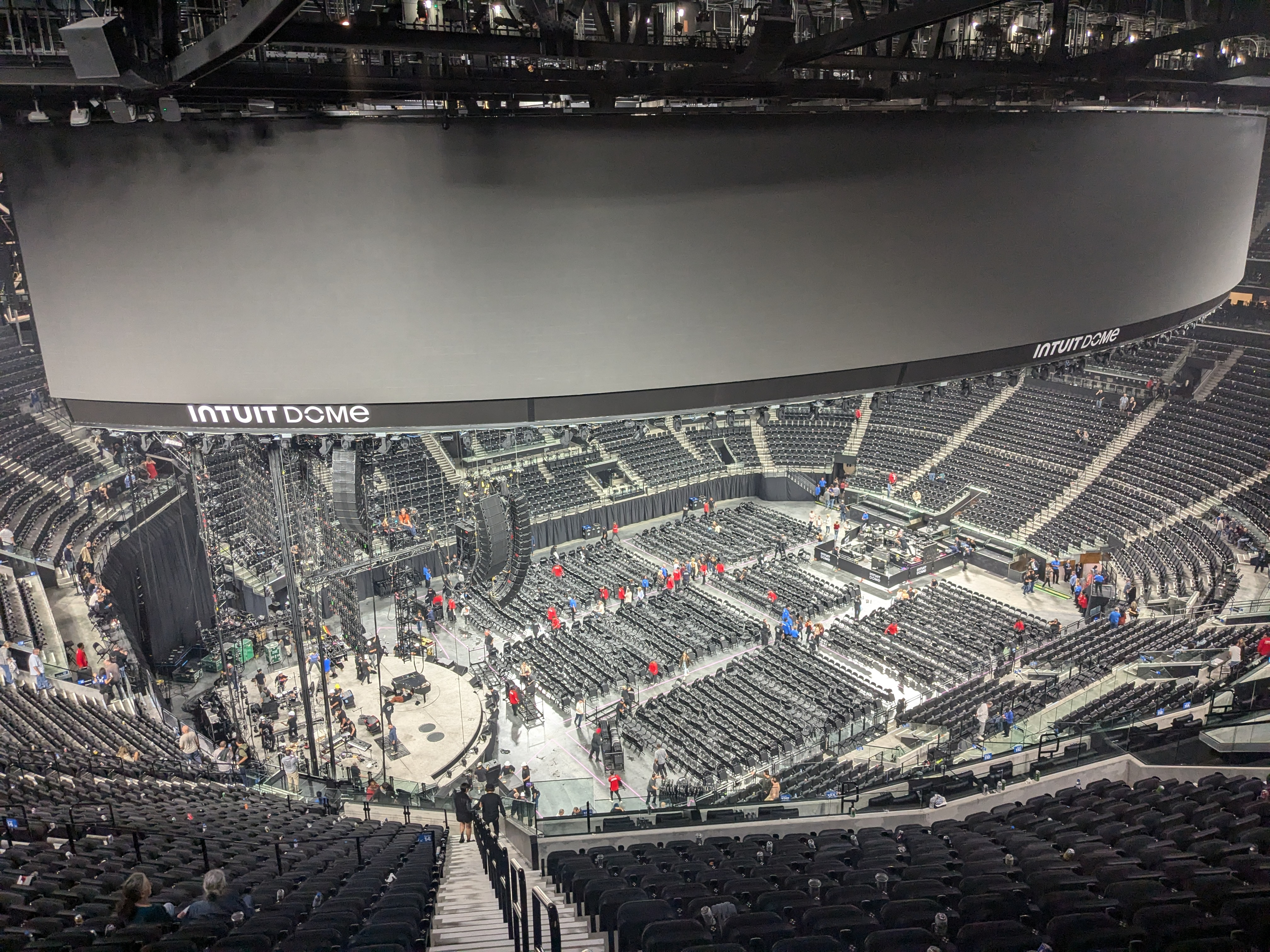
Un'inquadratura ampia dell'arena nella disposizione dei concerti con il pannello video dell'Intuit Dome in primo piano.

L'arena è dotata di un pannello a raggiera bifacciale simile a quello del vicino SoFi Stadium. Il tabellone video, progettato da Daktronics, copre 38.375 piedi quadrati (3.565,2 m²) con un display a risoluzione 4K. Durante l'evento di presentazione del 19 luglio 2024, Steve Ballmer ha mostrato alcune delle funzioni visualizzate sullo schermo, tra cui “player 360” che mostra i profili dettagliati dei giocatori e una sezione chiamata “coaches corner” che visualizza statistiche avanzate sulla partita. I cosiddetti Halo Boards sono inoltre dotati di cannoni per magliette in grado di lanciare il merchandising nei livelli superiori dell'arena.
L'arena ospita anche diverse opere d'arte pubbliche:
- Sails di Glenn Kaino, una serie di navi clipper in acciaio e legno verniciato con vele e alberi fatti di tabelloni e cerchi, che si trova all'ingresso principale.
- L'opera d'arte digitale Swoosh di Jennifer Steinkamp, una serie di animazioni luminose visualizzate sulla superficie dell'arena.
- L'opera d'arte digitale Living Arena di Refik Anadol, con dati in tempo reale sulle informazioni dei voli al LAX, sulle condizioni meteorologiche di Inglewood, sul tracking dei giocatori delle precedenti partite dei Clippers e sui parchi nazionali della California, visualizzati su uno schermo a LED vicino al campo da basket comunitario.
- La scultura Same Boat di Patrick Martinez, un'insegna al neon vicino a Living Arena che riporta la citazione di Whitney Young “We may have all come on different ships but we're in the same boat now”, che onora sia le origini nautiche del nome dei Clippers sia il background eterogeneo della tifoseria della squadra.
- Il mosaico in vetro colorato Spring to Life di Kyungmi Shin, che raffigura sagome di giocatori di basket sulle Centinela Springs, l'antica fonte d'acqua del popolo Tongva, originario dell'area di Los Angeles.
- Il murale “Cultural Playground” di Michael Massenburg, che raffigura la diversità delle scene artistiche e sportive di Los Angeles.

## Eventi

### NBA All-Star Game 2026
L'Intuit Dome ospiterà la settantacinquesima edizione del NBA All-Star Game il 15 febbraio 2026.

### Giochi Olimpici 2028
L'arena servirà come struttura per la pallacanestro durante le Olimpiadi estive del 2028.

### Concerti
Bruno Mars ha suonato durante gli eventi inaugurali del palazzetto il 15 e 16 agosto 2024, seguito da Marco Antonio Solís il 18 agosto per il suo Eternamente Agradecido Tour, Olivia Rodrigo per il suo Guts World Tour il 20 e 21 agosto, i musicisti cristiani contemporanei Brandon Lake e Phil Wickham il 22 agosto come parte del loro Summer Worship Nights Tour, Peso Pluma il 24 agosto per il suo Éxodo Tour, Twenty One Pilots il 27 e 28 agosto nell'ambito del The Clancy World Tour, Future e Metro Boomin il 31 agosto per il loro We Trust You Tour, NCT Dream il 12 settembre per il loro The Dream Show 3: Dream( )scape, Slipknot il 13 e 14 settembre per il loro Here Comes the Pain Tour, e Grupo Frontera il 20 settembre per il loro Jugando a Que No Pasa Nada Tour.

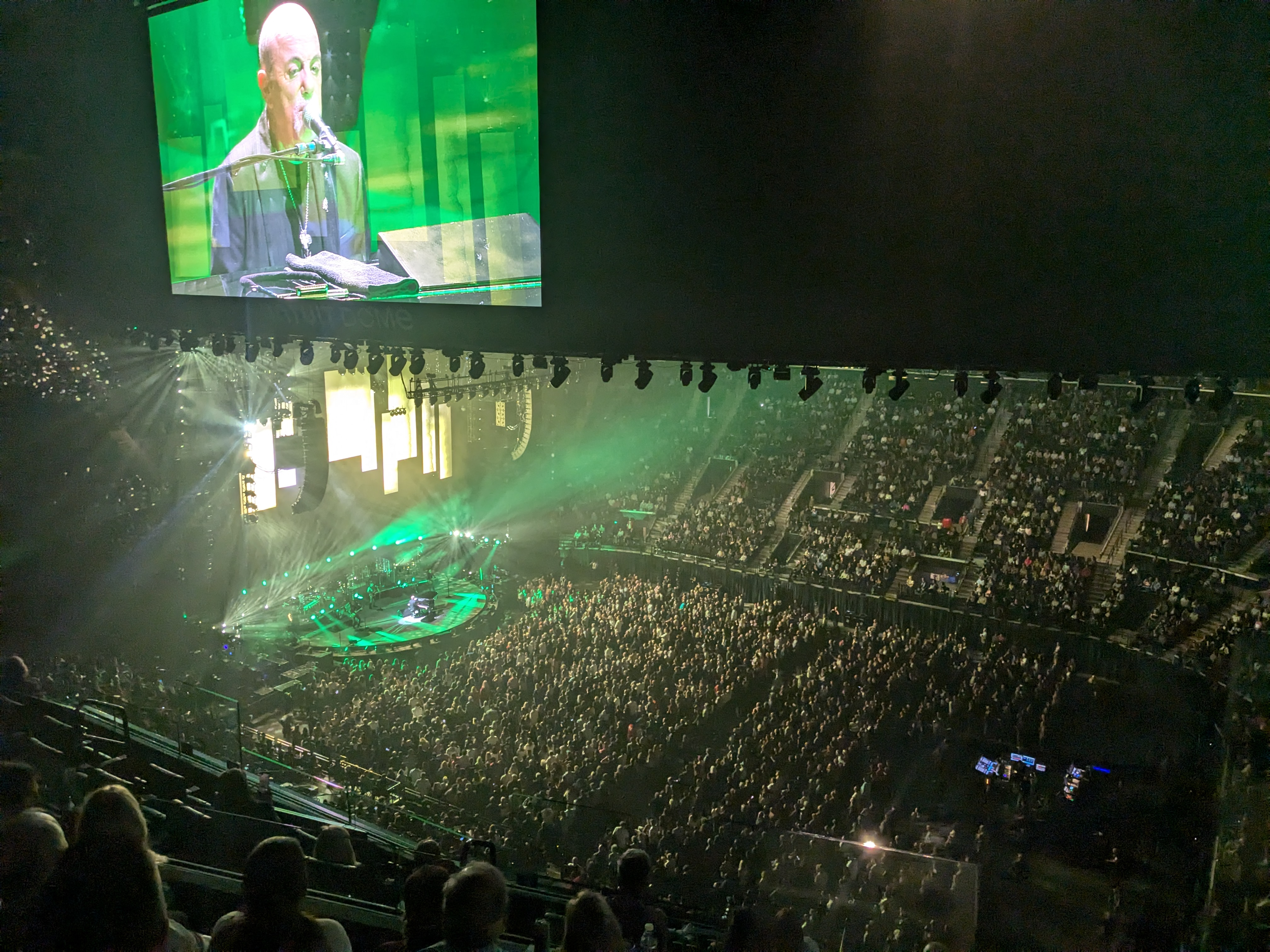
Billy Joel che si esibisce all'Intuit Dome nell'ottobre 2024.

Una tappa del tour Past Present and Future di Usher si è tenuta nell'arena dal 21 al 25 settembre. Gli Elevation Worship si sono esibiti il 28 settembre. Il tour Voyage to the Blue Planet dei Weezer si è presentato all'Intuit Dome l'11 ottobre, seguito da Billy Joel la sera successiva. Ana Gabriel si è esibita il 19 ottobre per il suo tour Un Deseo Más, seguita da David Gilmour il 25 ottobre per il suo Luck and Strange Tour, e da Tyler the Creator per la serata di ascolto del suo ottavo album in studio Chromakopia il 27 ottobre. I Fuerza Regida si sono esibiti il 15 e 16 novembre per il loro Pero No Te Enamores Tour. Cyndi Lauper si è esibita all'Intuit Dome il 23 novembre durante il suo Girls Just Wanna Have Fun Farewell Tour.

### Stand-up comedy
Sebastian Maniscalco si è esibito all'Intuit Dome il 17 agosto 2024, nel corso del suo tour It Ain't Right. Franco Escamilla si è esibito il 27 settembre 2024.

### Wrestling
Nel novembre 2024, è stato rivelato che l'Intuit Dome sarebbe stato la location della prima puntata di WWE Raw su Netflix il 6 gennaio 2025, con l'apparizione del rapper americano Travis Scott.
La Intuit Dome sarà anche sede dell'edizione del 2025 di Money in the Bank.

### Arti marziali miste
La UFC ha ospitato il suo primo evento nell'arena il 18 gennaio 2025 per UFC 311: Makhachev vs. Moicano, così denominato dopo il ritiro all'ultimo minuto di Arman Tsarukyan dal main event per problemi alla schiena. L'evento ha visto altresì la prima difesa del titolo di campione dei pesi gallo per Merab Dvalishvili, che ha vinto per decisione unanime contro il compagno di squadra di Makhachev, Umar Nurmagomedov, rimediandogli la sua prima sconfitta in carriera.